# Fredrik Sjödin
Fredrik Sjödin, född 1986 i Sundsvall, är svensk mästare i motorsporten drifting 2014 och blev förste förare att nå 500 av 500 möjliga poäng. Han tävlar för SHRA Sundsvall.
Meriter
- 2013 SM 2.a
- 2014 SM 1:a
- 2015 Drift Allstar 5:a

Bilar
- Nissan S14 motor Chevrolet LS3
- BMW M 135i motor M50B30